# 杉山範子
杉山 範子（すぎやま のりこ、1976年 - ）は、日本の環境政策学者。名古屋大学情報文化学部社会システム情報学科環境法経システム系助教、名古屋大学大学院環境学研究科附属持続的共発展教育研究センター特任准教授。専門は 地球温暖化 問題に対処するための気候政策（climate policy）、特に地域気候政策（local climate policy）  。世界首長誓約/日本での事務局を務める。

## 略歴
- 1976年 岐阜県山県市生まれ[4]。
- 1999年 名古屋大学工学部都市工学科卒業[4]。
- 2001年 名古屋大学大学院工学研究科都市・環境工学専攻修士課程修了[4]。
- 2004年 名古屋大学大学院環境学研究科博士後期課程修了、博士（環境学）[4]。
- 2004年 名古屋大学大学院環境学研究科助教[4]。
- 2009年11月?2011年9月 名古屋大学大学院環境学研究科特任准教授（「世界に貢献する環境経済の政策研究」、環境省)[4]。
- 2011年10月?2012年7月 博士研究員（日本学術振興会)[4]。
- 2012年8月? 現職

## 研究業績
- 「日独米の自治体の気候政策手法等の比較・分析等を通じた地域気候政策の確立又は再構築のための実践的研究」（住友財団環境研究助成、2007年度?）[1]
- 「低炭素型都市づくり施策の効果とその評価に関する研究」（地球環境研究総合推進費、2008年度?、地球温暖化対策ロードマップの作成グループ）[1]
- 「地域気候政策の国際比較と日本への示唆」（『地域開発』第37巻第3号、2010年）[4]
- 「日本における地域気候政策の現況と課題」（『地域開発』第37巻第3号、2010年）[4]
- 「地域気候政策における低温暖房・冷房システム導入促進の可能性と課題」（『低温工業』第59巻第5号、2010年）[4]

## ドキュメンタリー映画 WENDE(ヴェンデ) シリーズ
WENDE(ヴェンデ)は、気候変動・地球温暖化に取り組む杉山範子の100日間の活動を追ったドキュメンタリー映画シリーズである。WENDEはドイツ語で「転換点」や「変革」を意味する。
WENDE(ヴェンデ)は、WENDE ヴェンデ 光と水のエネルギーとWENDE ヴェンデ 2 未来へのアプローチの2作品からなり、高垣博也が監督を務めた。

### WENDE ヴェンデ 光と水のエネルギー
WENDE ヴェンデ 光と水のエネルギーは、再生可能エネルギーの創生・普及に向けた住民主体の取り組みに焦点をあてた作品である。杉山範子は、ドイツやデンマークなどで再生可能エネルギーを推進する地域社会や企業を訪問し、その背景や課題についてインタビューを行う。また、日本でも再生可能エネルギーを導入する取り組みが進められている福島県や京都府などを取材し、その現状や展望について紹介する。

### WENDE ヴェンデ 2 未来へのアプローチ
WENDE ヴェンデ 2 未来へのアプローチは、気候変動対策として二酸化炭素削減に焦点をあてた「緩和」策に対して、気候変動によって現実化する自然災害などさまざまな問題に備える「適応」策に焦点をあてた作品である。杉山範子は、気候変動による影響やリスクについて最新の科学的知見を紹介するとともに、その対策として必要な地域の防災や減災、教育や啓発などについて様々な事例を紹介する。また、気候変動に対応するためには、社会や経済の仕組みや価値観を変える必要があることを指摘し、そのためのアプローチについて提案する。

## 上映会
WENDE(ヴェンデ)は、2023年から2024年にかけて各地で上映会が開催された。上映会では、映画の後に監督や杉山範子、または関係者や専門家などのゲストとのトークショーが行われた。以下は、上映会の一部である。
- 2023年5月20日・21日・27日・28日：名古屋市・名演小劇場（ゲスト：杉山範子、一ノ瀬俊明（国立環境研究所））
- 2023年6月10日・11日：京都市・京都映画センター（ゲスト：杉山範子、原強（京都循環経済研究所））
- 2023年6月17日・18日：福島市・福島市民文化センター（ゲスト：杉山範子、小林哲也（福島県立医科大学））
- 2023年7月1日・2日：東京都・シネマート新宿（ゲスト：杉山範子、中川淳一郎（東京大学））
- 2023年7月8日・9日：札幌市・シアターキノ（ゲスト：杉山範子、佐藤博樹（北海道大学））
- 2023年7月15日・16日：広島市・広島シネマート（ゲスト：杉山範子、中野智彦（広島大学））
- 2023年7月22日・23日：那覇市・桜坂劇場（ゲスト：杉山範子、仲宗根慶喜（琉球大学））